# Arleuf
Arleuf is een gemeente in het Franse departement Nièvre (regio Bourgogne-Franche-Comté). De plaats maakt deel uit van het arrondissement Château-Chinon (Ville). Arleuf telde op 1 januari 2022 641 inwoners.

## Geografie
De oppervlakte van Arleuf bedroeg op 1 januari 2022 59,77 vierkante kilometer; de bevolkingsdichtheid was toen 10,7 inwoners per km².. De geografische coördinaten zijn gesteld op 47° 3' N.B. 4° 1' O.L, maar het kruispunt van 47° N.B. en 4° O.L. bevindt zich in de gemeente.

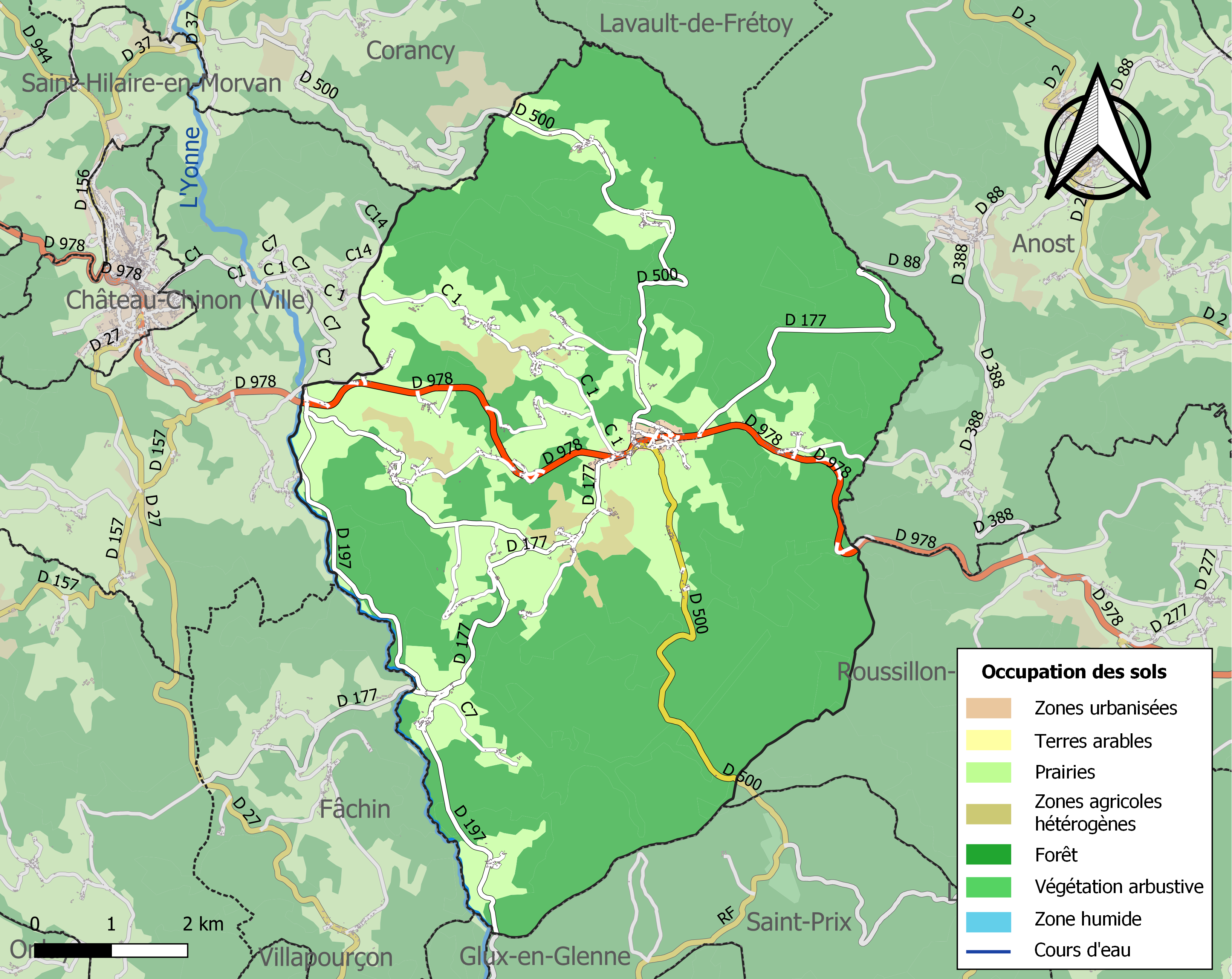
Kaart van de gemeente met de belangrijkste infrastructuur, bodemgebruik en omliggende gemeenten

## Demografie
Bijgaande figuur toont het verloop van het inwonertal (bron: INSEE-tellingen).

## Bezienswaardigheden

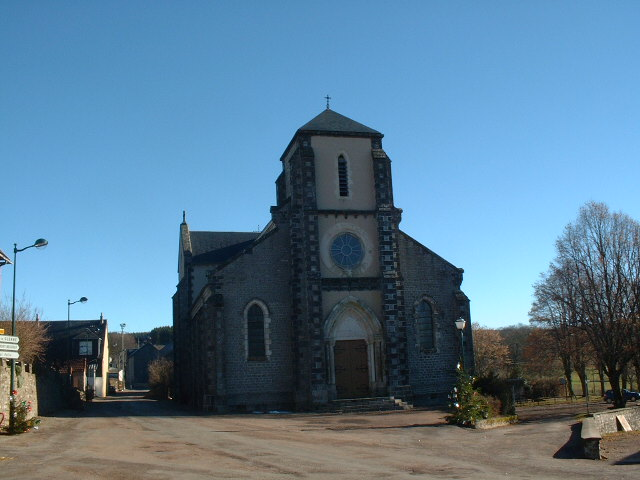
Kerk in Arleuf

In de gemeente is een Gallo-Romeins theater uit de 2e en 3e eeuw te vinden. Daarnaast is er een Romaanse kerk en het 18e-eeuwse kasteel La Tournelle.

## Overleden in Arleuf
- Anneke Grönloh, 1942-2018